# Бокс із кенгуру
«Бокс із кенгуру» (нім. Das Boxende Känguruh) — німий короткометражний документальний фільм Макса Складановського. Фільм знятий в цирку Батч. Прем'єра відбулася в Німеччині 2 листопада  1895 року.

## У ролях
- Містер Делавер — боксер

## Сюжет
У фільмі показано кенгуру, що б'ється з чоловіком.

## Художні особливості
Від фільму збереглося 18 футів плівки (5 метрів).